# Do while petlja
U većini računalnih programskih jezika do while petlja, ponekad nazvana samo kao do petlja, je naredba upravljanja toka koja dopušta izvršavanje koda na osnovu danog bulovskog uvjeta. Valja uočiti da je, za razliku od većine jezika, Fortranova do petlja ustvari analogna for petlji.
Do while konstrukt se sastoji od bloka koda i uvjeta. Prvo se izvršuje kod unutar bloka, a potom se evaluira uvjet. Ako je uvjet istinit, kod se unutar bloka opet izvršuje. Ovo se opetuje sve dok uvjet ne postane lažan. Budući da do while petlje provjeruju uvjet nakon izvršenja bloka koda, upravljačka se struktura često naziva postispitnom petljom. Ovo valja sučeliti s while petljom, koja ispituje uvjet prije izvršenja koda bloka.
Moguće je, u nekim slučajima i poželjno, da uvjet uvijek evaluira u istinu, stvarajući beskonačnu petlju. Kad je takva petlja stvorena hotimice, obično postoji neka druga upravljačka struktura (poput break naredbe) koja dopušta terminaciju petlje.
Neki jezici mogu rabiti drukčiju konvenciju imenovanja za ovaj tip petlje. Primjerice, Pascal je naziva "repeat until petljom". Valja uočiti da će se u Pascalu petlja izvršavati sve dok upravljački izraz ne poprimi vrijednost "istina" kao suprotnost drugim jezicima u kojima petlja terminira u trenutku kad upravljački izraz poprimi vrijednost "laž".
Primjerice, u C-u, odsječak koda:
```
 
x
 
=
 
0
;

 
do
 
{

    
x
 
=
 
x
 
+
 
1
;

 
}
 
while
 
(
x
 
<
 
3
);

```

prvo izvršuje naredbu x = x + 1, što rezultira s x = 1. Potom se provjeruje uvjet x < 3, koji je istinit, te se stoga blok koda ponovo izvršuje. Ovaj se postupak ispitivanja i provjere opetuje sve dok varijabla x ne dosegne željenu vrijednost 3.

## Demonstracijado whilepetlji
Ove će do while petlje izračunati faktorijelu broja:

### QBasiciliVisual Basic
```
  
Dim
 
brojac
 
As
 
Integer
 
:
 
brojac
 
=
 
5

  
Dim
 
faktorijela
 
as
 
Long
 
:
 
faktorijela
 
=
 
1

  
Do

    
faktorijela
 
=
 
faktorijela
 
*
 
brojac
 
'množi

    
brojac
 
=
 
brojac
 
-
 
1
 
'dekrementiraj

  
Loop
 
While
 
(
brojac
 
>
 
0
)

  
Print
 
faktorijela

```

### ActionScript
```
  
var
 
brojac
:
Number
 
=
 
5
;

  
var
 
faktorijela
:
Number
 
=
 
1
;

  
do
 
{

     
faktorijela
 
*=
 
brojac
;

     
brojac
 
--;

  
}
 
while
 
(
brojac
 
>
 
0
)

  
trace
(
faktorijela
);

```

### CiliC++
```
  
unsigned
 
int
 
brojac
 
=
 
5
;

  
unsigned
 
long
 
faktorijela
 
=
 
1
;

  
do
 
{

    
faktorijela
 
*=
 
brojac
--
;
 
/* Množi pa dekrementiraj. */

  
}
 
while
 
(
brojac
 
>
 
0
);

  
printf
(
"%lu
\n
"
,
 
faktorijela
);

```

### Java
```
  
int
 
brojac
 
=
 
5
;

  
long
 
faktorijela
 
=
 
1
;

  
do
 
{

    
faktorijela
 
*=
 
brojac
--
;
 
// Množi pa dekrementiraj.

  
}
 
while
 
(
brojac
 
>
 
0
);

  
System
.
out
.
println
(
faktorijela
);

```

### JavaScript
```
var
 
brojac
 
=
 
5
;

var
 
faktorijela
 
=
 
1
;

do
 
{

  
faktorijela
 
*=
 
brojac
--
;
 
// Množi pa dekrementiraj.

}

while
 
(
brojac
)

document
.
body
.
appendChild
(
document
.
createTextNode
(
faktorijela
));

```

### REALbasic
```
  
Dim
 
brojac
 
As
 
Integer
 
=
 
5

  
Dim
 
faktorijela
 
as
 
Integer
 
=
 
1

  
Do

    
faktorijela
 
=
 
faktorijela
 
*
 
brojac
 
//
 
množi

    
brojac
 
=
 
brojac
 
-
 
1
 
//
 
dekrementiraj

  
While
 
brojac
 
>
 
0

  
MsgBox
 
Str
(
 
faktorijela
 
)

```

### FORTRAN 77
```
  
REAL 
MASA
,
 
MASAGUB

  
MASA
 
=
 
7.0

  
MASLOS
 
=
 
1.0

  
DO WHILE
 
(
MASA
 
.
GE
.
 
O
.
O
)

    
MASA
 
=
 
MASA
 
-
 
MASAGUB

    
WRITE
(
*
,
*
),
MASA

  
END DO

```

### Pascal
```
  
program
 
Faktorijela

  
var

    
Brojac
,
 
Faktorijela
:
 
integer
;

  
begin

    
Brojac
 
:=
 
5
;

    
Faktorijela
 
:=
 
1
;

    
repeat

      
Faktorijela
 
:=
 
Faktorijela
 
*
 
Brojac
;

      
Brojac
 
:=
 
Brojac
 
-
 
1
;

    
until
 
((
Brojac
 
>
 
0
)
=
false
)
;

    
Write
(
Faktorijela
)
;

  
end
.

```

## Vidjeti također
- For petlja
- Foreach
- While petlja